# Saly Ruth Ramler
Saly Ruth Ramler, conosciuta anche come Saly Ruth Struik, (Kolomyja, 10 novembre 1894 – Massachusetts, 26 novembre 1993) è stata una matematica statunitense, di origini europee. Oggi è meglio conosciuta per essere stata la prima donna a ricevere un dottorato in matematica presso l'Università tedesca di Praga.
La sua dissertazione del 1919 verteva sugli assiomi della geometria affine e fu redatta sotto la direzione scientifica dei matematici Georg Pick e Gerhard Kowalewski.

## Biografia

### Contesto familiare
Saly Ruth Ramler nacque nel 1894 in una famiglia ebrea. Suo padre era Gerson Ramler (1863-1930), un mercante ebreo di Kolomyja, e sua madre era Franziska Ramler (* 1860, nata Rosenblatt), che proveniva da una famiglia d'affari ebrea di Sadhora. Saly aveva un totale di cinque fratelli maggiori. Tutta la famiglia professava la fede ebraica. Nel 1897, i Ramler si trasferirono a Praga presso i Royal Vineyards.
Nel 1923, Saly Ruth Ramler sposò il matematico e storico olandese Dirk Jan Struik. Dal 1924 al 1926 viaggiarono per l'Europa e incontrarono molti importanti matematici. Nel 1926 emigrarono negli Stati Uniti, dove Dirk Jan Struik ottenne un posto presso il Massachusetts Institute of Technology (MIT).